# ミカド製油
ミカド製油（みかどせいゆ）は、兵庫県明石市に製造設備を持ち、主に西日本（特に近畿地方）をメインに展開する高級潤滑油専業メーカーである。

## 概要
創業は1916年（大正5年）で創業100年を超える潤滑油製造会社として国内では古い歴史がある会社である。ミカドの名前の由来は有栖川宮による命名で、外国原油から精製する草分け的な製油所でもある。第二次世界大戦中はドイツの潜水艦の潤滑油再生も行う軍需工場でもあった。戦後はアスファルト乳剤と高級潤滑油製造を専業として行い、現在は自動車用高級潤滑油等の開発・販売は関連会社ミカド商事株式会社で行っている。石油元売会社太陽石油の前身となった3社の一つである。

## 沿革
- 1916年（大正5年） - ライジングサン石油（現・出光興産）、小倉石油（現・ENEOS）、三菱石油（現・ENEOS）商事部などの特約店となり、石油販売業を開始。大阪、神戸に東亜鉱油の名称で支店を設ける。同年5月29日、兵庫県明石郡(現在の明石市)で米沢徳次郎がミカド製油所設立。石油精製事業を創業しライジングサン石油からボルネオ産のミリー原油及びタラカン原油を購入し、灯油、軽油、機械油、ピッチ等の石油精製を行うようになる。
- 1919年（大正8年）3月4日 - 資本金30万円でミカド製油株式会社となる。
- 1936年（昭和11年）12月 - 米沢徳次郎からの要請により丸市幸吉等が株式を買い受け、経営を引き継ぐ。
- 1941年（昭和16年）2月 - ミカド製油の石油精製部門が商工省による石油精製業の企業統合の勧めにより、青木石油、ミカド製油、松岡石油の三社で太陽石油株式会社（現石油元売）を設立。太陽石油の名称は当時のミカド製油社長丸市幸吉の命名で太陽石油副社長に就任。
- 1943年（昭和18年）10月 - 同業者の兵庫県整油工業有限会社を買収統合。同年太陽石油より石油精製権を買い戻す。
- 1944年（昭和19年） - 軍需大臣の指定を受け、軍需工場の高級潤滑油の委託再生を行う。
- 1952年（昭和27年）10月 - 当局の斡旋により丸善石油（現・コスモ石油）の原油を原料として、潤滑油製造業を再開。同時に自社製アスファルトを原料として、アスファルト乳剤を生産し、官公庁、特約店に納入。
- 1957年（昭和32年） - 全国石油工業協同組合に加入。
- 1961年（昭和36年）8月 - アメリカの石油会社ガルフ石油の高級潤滑油の販売を開始。同年、アメリカ・イギリスのモンサント社の高級添加剤をいち早く導入する。
- 1963年（昭和38年） - 日本高潤株式会社に出資。
- 1973年（昭和48年） - 高級潤滑油開発・販売会社としてミカド商事株式会社を設立。
- 1975年（昭和50年） - 明石市二見町に新工場用地取得。高級潤滑油製造プラントを建設。
- 1978年（昭和53年） - 社団法人潤滑油協会設立。その正会員となる。
- 1990年（平成2年） - 石油販売会社として株式会社サンプラザを設立。

## 国内
- ミカド商事株式会社（高級潤滑油開発・販売会社）
- 株式会社サンプラザ（現在はミカド商事に吸収合併）
- 東亜製油株式会社（前身は、初谷鉱油商会 - 東亜鉱油商会 - 大和油脂工業株式会社）